# Anomoia klossi
Anomoia klossi es una especie de insecto del género Anomoia de la familia Tephritidae del orden Diptera.

## Historia
Edwards la describió científicamente por primera vez en el año 1919.